# TOUCH THE SKY
「TOUCH THE SKY」（タッチ・ザ・スカイ）は、2010年5月5日に発売されたHAN-KUN（湘南乃風）の3枚目のシングルである。発売元はトイズファクトリー。

## 概要
- 前作「Don't Cry」から約5か月振りとなるシングル。
- 初回盤には、SHIBUYA-AXで行われたワンマンライヴ「MAGIC MOMENT SHOW CASE Vol.1」のライブ映像を収録したDVDが付属。

## 収録曲

### CD
1. TOUCH THE SKY
（作詞・作曲・編曲:HAN-KUN）
テレビ朝日系 ｢Future Tracks→R｣ エンディング
自身がトラックメイクからヴォーカルまでをこなした完全セルフ・プロデュース曲で、コーラスのみジャマイカにて録音している。
2. WINE FOR ME
（作詞・作曲・編曲:HAN-KUN）
3. TOUCH THE SKY -DISCO MIX-
（作詞・作曲：HAN-KUN / 編曲：Arif Cooper）
4. TOUCH THE SKY -inst.-
5. WINE FOR ME -inst.-

### DVD（初回盤にのみ付属）
- MAGIC MOMENT SHOW CASE Vol.1

1. 乱舞 inna Dancehall
2. RUB-A-DUB WARRIOR
3. HOTTER THAN HOT
4. RAPPA PAM PAM
5. REGGAE MAN～Mr.Ragga～LION
6. REQUEST
7. JAMAICA
8. それでいいんだ
9. NO DOUBT
10. サンクチュアリ
11. SAIKOH
12. BADDAZ
13. GET UP!! STAND UP!!
14. TRUST ME
15. TOUCH THE SKY
16. Don't Cry
17. KEEP IT BLAZING